# Microrregión de Santa Maria Madalena
La microrregión de Santa Maria Madalena es una de las  microrregiones del estado brasileño del Río de Janeiro perteneciente a la mesorregión del Centro Fluminense. Posee un área de 1.802,168 km² y su población fue estimada en 2006 por el IBGE en 28.602 habitantes y está dividida en tres municipios.

## Municipios
- Santa Maria Madalena
- São Sebastião do Alto
- Trajano de Moraes

- Datos: Q1899126